# Risträskskogen
Risträskskogen är ett naturreservat i Vilhelmina kommun i Västerbottens län.
Området är naturskyddat sedan 1973 och är 14 hektar stort. Reservatet omfattar en del av Risträskbergets sydsluttning och består av gles gammal granskog med inslag av glasbjörk.